# まいにちイタリア語
『まいにちイタリア語』（まいにちイタリアご）は、NHKラジオ第2放送で2008年4月から放送されているNHKの語学番組。前身は『イタリア語講座』。
アンコールまいにちイタリア語は2010年4月 - 2015年3月まで放送されていた。

## 放送時間
いずれも毎週月 - 金曜日。
- 7:45 - 8:00（本放送）
- 16:45 - 17:00（同日放送分の再放送）
- 11:15 - 11:30（前週放送分の再放送）

## 放送内容
『（ - の再構成）』（前番組『イタリア語講座』の再構成番組）、『（ - の再放送）』の記載がないものは初出の講座。

## テーマ曲
- 2008年度
  - ピア・コルテーゼ「Io Pago」